# Spea
Genre
Synonymes
- Neoscaphiopus Taylor, 1941

Spea est un genre d'amphibiens de la famille des Scaphiopodidae.

## Répartition
Les 4 espèces de ce genre se rencontrent dans l'ouest de l'Amérique du Nord.

## Liste d'espèces
Selon Amphibian Species of the World (22 avril 2013) :
- Spea bombifrons (Cope, 1863) - Crapaud des Plaines
- Spea hammondii (Baird, 1859) - Pied-en-bêche occidental
- Spea intermontana (Cope, 1883) - Crapaud du Grand Bassin
- Spea multiplicata (Cope, 1863)

## Publication originale
- Cope, 1866 : On the structure and distribution of the genera of the arciferous Anura. Journal of the Academy of Natural Sciences of Philadelphia, ser. 2, vol. 6, p. 67-112 (texte intégral).